# Възнесение Господне (Умлена)
„Възнесение Господне/Христово“ или „Свети Спас“ (на македонска литературна норма: „Вознесение Господне“, „Свети Спас“) е възрожденска православна църква в малешевското село Умлена, Северна Македония. Част е от Струмишката епархия на Македонската православна църква – Охридска архиепископия.
Храмът е изграден в 1904 година. През май 2004 година по повод стогодишнината му тържествена литургия отслужва митрополит Наум Струмишки. Църквата е базилика с кулообразна камбанария на запад.